# Giv'at Makoš
Giv'at Makoš (hebrejsky: גבעת מכוש) je vrch o nadmořské výšce 319 metrů v severním Izraeli, na pomezí Horní a Dolní Galileji.
Nachází se na jižním okraji města Karmi'el a tvoří jižní hranici údolí Bejt ha-Kerem. Má podobu pahorku, jehož severní úbočí i centrální vrcholová část jsou stavebně využity obytnou čtvrtí Giv'at Makoš. Vrch tvoří hranici městské zástavby Karmi'elu, která vyplňuje celou krajinu severně odtud. Na jižní straně terén strmě klesá do kaňonu vádí Nachal Chilazon. Ve svazích tu je jeskyně Ma'arat Chilazon (מערת חילזון). Východní úbočí vrchu tvoří údolí Nachal Šezor, na jehož protější straně vystupuje pahorek Giv'at Cuf, ten již bez stavební exploatace.